# Tristan Saunders
Pour les articles homonymes, voir Saunders.
Tristan Saunders, né le 22 février 2000, est un coureur cycliste australien.

## Biographie
Lors de la saison 2022, Tristan Saunders termine troisième du championnat d'Australie sur route chez les espoirs (moins de 23 ans). Il réalise également une bonne année 2023 en remportant la Melbourne to Warrnambool Classic,, une étape du Cycle Sunshine Coast ainsi que le Tour of Gippsland. Ses bons résultats lui permettent de s'adjuger le classement final du National Road Series. 
En janvier 2024, il se classe sixième du critérium et dixième de la course en ligne aux championnats d'Australie. Il participe ensuite au Tour Down Under, sous les couleurs d'une sélection nationale. 

## Palmarès
- 2022
  - 2e étape du Tour des Tropiques
  - 3e du championnat d'Australie sur route espoirs
- 2023
  - National Road Series
  - Melbourne to Warrnambool Classic
  - Tour of Gippsland :
    - Classement général
    - 3e et 4e étapes

  - 4e étape du Cycle Sunshine Coast
  - 3e du Tour de Brisbane
- 2024
  - 3e de la Melbourne to Warrnambool Classic
  - 3e de la Puivelde Koerse
- 2025
  - Grafton to Inverell Classic
  - 2e du Harbour City Grand Prix

### Classements mondiaux
| Année                                 | 2023  | 2024  |
| ------------------------------------- | ----- | ----- |
| Classement mondial                    | 2765e | 2313e |
|                                       |       |       |
| Légende : nc = non classéSource : UCI |       |       |